# Plagithmysus pulverulentus
Plagithmysus pulverulentus är en skalbaggsart som först beskrevs av Victor Ivanovitsch Motschulsky 1845.  Plagithmysus pulverulentus ingår i släktet Plagithmysus och familjen långhorningar. Inga underarter finns listade i Catalogue of Life.